# 木原隆司
木原隆司（きはら たかし、1956年 - ）は日本の経済学者。専門は国際機構論、国際金融論、経済政策、公共経済学など。

## 来歴
熊本県天草市。熊本県立済々黌高等学校を経て、一橋大学商学部商学科在学中は花輪俊哉の下で金融論を専攻していた。木原曰く「商学部は、経営学、会計学、金融論の3つの分野だった。最初は商学部に入ったからには会計かなっと思い、本を数回開いたが、何度見ても赤や青の罫線が生理的にだめだった。経営学は当時ドイツ経営学が主流で哲学的すぎた。残るは金融論で、金融論をやるためにはマクロ経済学を学ぶため、サムエルソンの本を読んでいた。金融論のゼミだが、結局はマクロ経済学ばかりをやっていた」とのこと。一橋大学商学部商学科卒業。
国家公務員上級甲種試験（経済職）を受け、1980年 大蔵省入省（国際金融局調査課）。国際収支見直し作成や為替レートの決定因果分析には「国際貿易論」や「国際金融論」を応用したという。
1985年 ジョージワシントン大学大学院修了、M.A.（経済学修士）。
1986年7月 人吉税務署長。
1991年6月 証券局業務課投資管理室課長補佐になるも、内示を受けた当日に野村證券などの損失補填の話が掲載される。その事件の関係で国会は2か月くらい毎日開かれ、証券取引法も大幅に改正され、1か月くらい平均2時間睡眠の日々が続いた。木原はその影響で鬱になっていたとのこと。
1992年 財団法人世界平和研究所主任研究員、1993年 在ジュネーヴ日本政府代表部一等書記官。「世界平和研究所時点でジュネーヴ行きは決まっていた。日本にいたらどうせ例の事件のことを気にし続けるんだろってことで（笑）。この研究所で若い人たちとわいわいやりながら色々なプロジェクトに取り組んでいくうちに少しずつ鬱が治っていった」と述べている。
1996年7月12日 東京税関総務部長。1998年7月1日 外務省大臣官房文化交流部文化第二課長。2001年1月6日 財務省国際局開発機関課開発企画官。同年7月1日 長崎大学大学院経済学研究科教授。
2006年7月1日 九州大学大学院経済学研究科教授。2009年7月14日 大臣官房参事官（大臣官房担当）。同年7月24日 派遣職員（アジア開発銀行（ADB）研究所総務部長）。2011年3月 北海道大学大学院経済学研究科博士課程修了。2012年7月24日 関東信越国税不服審判所長。2013年3月31日 大臣官房付、退官。
同年4月1日 獨協大学経済学部国際環境経済学科教授。2023年ノースアジア大学経済学部教授。

## 略歴
- 1980年4月：大蔵省入省（国際金融局調査課）。
- 1982年：派遣職員（米州開発銀行（IDB）財務局資金移動官）。
- 1985年：ジョージワシントン大学大学院修了（M.A.）。
- 1986年7月：人吉税務署長。
- 1987年7月：関税局国際第二課長補佐。
- 1990年：経済企画庁物価局物価調整課長補佐。
- 1991年6月：証券局業務課投資管理室課長補佐。
- 1992年：財団法人世界平和研究所主任研究員。
- 1993年：在ジュネーヴ日本政府代表部一等書記官。
- 1996年7月12日：東京税関総務部長。
- 1998年7月1日：外務省大臣官房文化交流部文化第二課長。
- 1999年7月30日：国際局開発機関課開発企画官。
- 2001年1月6日：財務省国際局開発機関課開発企画官。
- 2001年7月1日：長崎大学大学院経済学研究科教授。
- 2004年7月1日：大臣官房付。
- 2004年7月2日：国際局開発機関課長。
- 2005年7月13日：財務総合政策研究所研究部長。
- 2006年7月1日：九州大学大学院経済学研究科教授。
- 2009年7月14日：大臣官房参事官（大臣官房担当）。
- 2009年7月24日：派遣職員（アジア開発銀行（ADB）研究所総務部長）。
- 2012年7月24日：関東信越国税不服審判所長。
- 2013年3月31日：大臣官房付、退官。